# Wytgaard
Wytgaard est un village de la commune néerlandaise de Leeuwarden, dans la province de Frise.

## Géographie
Le village est situé à 8 km au sud de la ville de Leeuwarden. Le hameau de Noardein, au sud, en dépend également.

## Histoire
Wytgaard fait partie de la commune de Leeuwarderadeel avant le 1er janvier 1944, puis de celle de Leeuwarden.

## Démographie
Le 1er janvier 2018, le village comptait 565 habitants.